# International Convention on Civil Liability for Oil Pollution Damage
Die International Convention on Civil Liability for Oil Pollution Damage (CLC) (deutsch Internationales Übereinkommen über die zivilrechtliche Haftung für Ölverschmutzungsschäden) soll sicherstellen, dass Personen, die durch Seeunfälle mit ölführenden Schiffen Ölverschmutzungsschäden erleiden, angemessen entschädigt werden.

## Zweck des Abkommens
Das Übereinkommen sieht die Haftung für solche Schäden durch den Eigentümer des Schiffes vor, von dem das Öl ausgetreten ist oder abgelassen wurde.
Diese Haftung ist streng. Es gibt Ausnahmen, für die der Eigentümer in jedem Einzelfall nachzuweisen hat, dass eine der Ausnahmen tatsächlich greift. Sofern den Eigentümer kein tatsächliches Verschulden trifft, kann er die Haftung für einen einzelnen Vorfall beschränken. Das Übereinkommen verpflichtet die unter das Übereinkommen fallenden Schiffe, eine Versicherung oder andere finanzielle Sicherheit in Höhe der Gesamthaftung des Eigentümers für einen Vorfall abzuschließen.
Das Übereinkommen gilt für alle Seeschiffe, die Öl als Massengut befördern. Allerdings sind nur Schiffe mit einer Ölmenge von mehr als 2000 Tonnen verpflichtet, gegen Ölverschmutzungsschäden versichert zu sein.
Dies gilt nicht für Kriegsschiffe oder andere Schiffe, die Eigentum eines Staates sind oder von ihm betrieben werden und für nichtkommerzielle staatliche Zwecke genutzt werden. Das Übereinkommen gilt jedoch hinsichtlich der Haftungs- und Gerichtsstandsbestimmungen für Schiffe, die Eigentum eines Staates sind und gewerblich genutzt werden. Die einzige Ausnahme für diese Schiffe besteht darin, dass sie nicht versicherungspflichtig sind. Stattdessen müssen sie eine Bescheinigung der zuständigen Behörde ihres Registrierungsstaates mitführen, aus der hervorgeht, dass die Haftung des Schiffes nach dem Übereinkommen gedeckt ist.
Das Übereinkommen deckt Verschmutzungsschäden ab, die durch das Austreten von persistenten Ölen im Hoheitsgebiet (einschließlich des Küstenmeers) eines Vertragsstaats entstehen. Es gilt für Schiffe, die Öl als Massengut befördern, d. h. in der Regel beladene Tanker. Austritte von Ballast aus Tankschiffen oder Bunkeröl von anderen Schiffen als Tankern sind nicht versichert. Ebenso wenig ist eine Kostenerstattung möglich, wenn Präventivmaßnahmen so erfolgreich sind, dass es nicht zu einem tatsächlichen Austritt kommt. Der Reeder kann seine Haftung nicht beschränken, wenn der Vorfall auf sein persönliches Verschulden zurückzuführen ist.
Das Protokoll von 1976, das 1981 in Kraft trat, sah vor, dass die im Rahmen des Übereinkommens verwendete Rechnungseinheit auf den Sonderziehungsrechten (SZR) des Internationalen Währungsfonds (IWF) basiert und den Franc Poincaré, der auf dem offiziellen Goldwert basiert, als Rechnungseinheit ersetzt.
Das Protokoll von 1984 legte erhöhte Haftungsgrenzen fest und wurde durch das Protokoll von 1992 ersetzt. Das Protokoll von 1992 änderte die Voraussetzungen für das Inkrafttreten, indem die Anzahl der für das Inkrafttreten erforderlichen Staaten, die große Tanker besitzen, von sechs auf vier reduziert wurde.
Die Entschädigungsgrenzen wurden wie folgt festgelegt:
- Für Schiffe mit einer Bruttotonnage von bis zu 5000 Gross Tonnage (GT) ist die Haftung auf 3 Millionen Sonderziehungsrechte begrenzt.
- Für Schiffe mit einer Bruttotonnage von 5000 bis 140.000 Gross Tonnage (GT) ist die Haftung auf 3 Millionen Sonderziehungsrechte zuzüglich 420 Sonderziehungsrechte für jede weitere Tonnageeinheit begrenzt.
- Für Schiffe mit einer Bruttotonnage von über 140.000 Gross Tonnage (GT) ist die Haftung auf 59,7 Millionen Sonderziehungsrechte begrenzt.

Das Protokoll von 1992 erweiterte zudem den Anwendungsbereich des Übereinkommens auf Verschmutzungsschäden, die in der ausschließlichen Wirtschaftszone (AWZ) oder einem gleichwertigen Gebiet eines Vertragsstaats verursacht werden. Das Protokoll deckt Verschmutzungsschäden wie bisher ab, der Ausgleich von Umweltschäden ist jedoch auf die Kosten für angemessene Maßnahmen zur Wiederherstellung der kontaminierten Umwelt beschränkt. Es ermöglicht zudem die Erstattung von Kosten für Präventivmaßnahmen, selbst wenn kein Ölaustritt erfolgt, sofern eine ernste und unmittelbare Gefahr von Verschmutzungsschäden besteht.
Das Protokoll erweiterte das Übereinkommen zudem auf Verschmutzungen von Seeschiffen, die für den Transport von Öl in Massengut als Ladung gebaut oder umgebaut sind. Es gilt nun sowohl für beladene als auch für unbeladene Tanker, einschließlich des Austritts von Bunkeröl aus solchen Schiffen.
Nach dem Protokoll von 1992 kann ein Schiffseigner seine Haftung nicht beschränken, wenn nachgewiesen wird, dass der Verschmutzungsschaden auf eine persönliche Handlung oder Unterlassung des Schiffseigners zurückzuführen ist, die entweder in der Absicht, einen solchen Schaden herbeizuführen, oder leichtfertig und in dem Wissen begangen wurde, dass ein solcher Schaden wahrscheinlich eintreten würde.
Ab dem 16. Mai 1998 waren die Vertragsparteien des Protokolls von 1992 aufgrund eines Mechanismus zur obligatorischen Kündigung der im Protokoll von 1992 festgelegten „alten“ Regelung nicht mehr Vertragsparteien des CLC von 1969. Es gibt jedoch eine Reihe von Staaten, die dem CLC von 1969 beigetreten sind und das Regime von 1992 – das das CLC von 1969 ersetzen soll – noch nicht ratifiziert haben.
Das Protokoll von 1992 ermöglicht es den Vertragsstaaten, Zertifikate für Schiffe auszustellen, die in Staaten registriert sind, die dem Protokoll von 1992 nicht beigetreten sind. So kann ein Schiffseigner Zertifikate sowohl für das CLC von 1969 als auch für das CLC von 1992 erhalten, selbst wenn das Schiff in einem Land registriert ist, das das Protokoll von 1992 noch nicht ratifiziert hat. Dies ist wichtig, da es für ein Schiff mit nur einem CLC von 1969 schwierig sein kann, mit einem Land Handel zu treiben, das das Protokoll von 1992 ratifiziert hat, da dieses höhere Haftungsgrenzen festlegt.
Mit den Änderungen von 2000, die am 18. Oktober 2000 angenommen wurden und die am 1. November 2003 inkraft traten, erhöhten sich die Entschädigungsgrenzen im Vergleich zu den im Protokoll von 1992 festgelegten Grenzen um 50 Prozent.
- Für Schiffe mit einer Bruttotonnage von bis zu 5000 Gross Tonnage (GT) ist die Haftung auf 4,51 Millionen SZR (5,78 Millionen US-Dollar) begrenzt.
- Für Schiffe mit einer Bruttotonnage von 5000 bis 140.000 Gross Tonnage (GT) ist die Haftung auf 4,51 Millionen SZR zuzüglich 631 SZR für jede weitere Bruttotonnage über 5.000 begrenzt.
- Für Schiffe mit einer Bruttotonnage von über 140.000 Gross Tonnage (GT) ist die Haftung auf 89,77 Millionen SZR begrenzt.

## Auswirkungen
Mit der Bekanntmachung für Seefahrer 190/25 des Wasserstraßen- und Schifffahrtsamtes Ostsee vom 2. Juli 2025 bitten die deutschen Behörden ab sofort alle Tankschiffe mit einem Zielhafen in Russland um die freiwillige Vorlage einer Bescheinigung nach dem „International Convention on Civil Liability for Oil Pollution Damage (1992 CLC)“.
Die Verkehrszentrale Travemünde (Wismar Traffic) führt die Befragung durch, sobald die betreffenden Fahrzeuge die Baustelle im Fehmarnbelt passiert haben.